# Boala Corona
Pour les articles homonymes, voir Boala et Corona.
Boala Corona est une corona, formation géologique en forme de couronne, située sur la planète Vénus par -70° S et 359° E. Elle est localisée dans le quadrangle de Mylitta Fluctus. Elle a été nommée en référence à Boala, la première femme des Mongo-Nkundu (groupe Bantu, Zaïre), l'ancêtre du peuple. 

## Géographie et géologie
Boala Corona couvre une surface circulaire d'environ 220 km de diamètre. 